# Mezilidský vztah
Mezilidský vztah, cizím slovem interpersonální vztah (chápáno jako vztah lidí) je obecná vlastnost konkrétního člověka, která se váže k jinému člověku nebo skupině lidí. Je založen na schopnosti najít, budovat, udržet, případně ukončit vztah. V praxi může tato vazba nabývat nejrůznějších podob a vždy záleží na dalších okolnostech a podmínkách její existence. Optimální je, pokud vztah přináší oběma stranám užitek (v nejširším slova smyslu) a je oběma stranami pozitivně chápán.

## Vztahy mezi lidmi
Člověk je tvor společenský. Vytržení ze společnosti, odstranění možnosti stýkat se s lidmi, se proto také vždy považovalo za největší trest, který může člověka postihnout (být mu udělen).
Vztahy mezi lidmi neboli mezilidské vztahy mohou také nabývat nejrůznějších podob, od vztahů velmi špatných (vztahy negativní) přes vztahy nedefinovatelné (neutrální) až po vztahy velmi dobré až vynikající (vztahy pozitivní). Patří mezi ně např. platonická láska, přátelství nebo opravdová partnerská láska, která může být na rozdíl od platonické lásky doprovázena i sexuálním vztahem (pozitivní vztahy), nebo závist, nenávist či nepřátelství (negativní vztahy). Všechny typy vztahů mohou být jednostranné (jedna osoba k druhé cítí pozitivní nebo negativní cit, druhá ovšem k první ne) i oboustranné (obě osoby k sobě navzájem cítí pozitivní nebo negativní cit), který může být oboustranně pozitivní (máme se navzájem rádi), oboustranně negativní (nemáme se navzájem rádi), případně vzájemně nevyvážený (jedna osoba má druhou ráda a druhá první ráda nemá či naopak).
Mezilidské vztahy se s ubíhajícím časem přirozeně mění (vyvíjejí) a mohou být i ambivalentní. Jedna z nedobrých lidských vlastností je vztahovačnost, kdy takto postižený jedinec hledá kauzální spojení mezi událostmi nebo chováním ostatních, které s ním nemá nic společného.
Mezilidské vztahy se projevují ve dvou nejdůležitějších formách, v mezilidské komunikaci (ve vzájemném styku a dorozumívání se) a v kooperaci (ve vzájemné spolupráci). Tyto dva atributy jsou předpokladem pro rozvoj člověka jako jedince (myšlení, zrání) i společnosti (na základě mezilidských vztahů záleží hodnota společnosti).

## Faktory ovlivňující vztahy
Základním faktorem je jedinečná osobnost každého člověka, jeho vrozené povahové vlastnosti (temperament). Lidi lze rozdělit na čtyři základní typy temperamentu:
sangvinik, melancholik, cholerik, flegmatik.
Každého člověka ovlivňuje (formuje) i prostředí, ve kterém žije. To lze rozdělit na tři pásma:

### Nejbližší okolí
Zde zejména rodina, dále potom prostředí školní třídy, vrstevníci, party, zájmové kroužky.

### Region
- Zvyklosti a tradice nejbližšího okolí, regionální tisk, klimatické podmínky.

### Země
- masmédia, společnost, zákony a normy

## Předpoklady pro dobré mezilidské vztahy
Jedná se zejména o soubor vlastností (postojů) člověka k ostatním lidem. Předpokladem správného přístupu k ostatním je přístup k sobě sama.
Vlastnosti a postoje považované za dobré pro mezilidské vztahy:
Úcta k člověku, uznání potřeb zájmů i odlišnosti lidí, slušnost, zdvořilost, taktnost, srdečnost, štědrost, upřímnost, otevřenost, ohleduplnost, všímavost, sebekritičnost, respekt k jinému pohlaví i barvě pleti, nadhled.
Ovšem lidé nejsou dokonalí proto mezi nimi vznikají konflikty. I ty patří k životu, je třeba s nimi počítat, učit se je řešit a poučit se z nich, což je nejhlavnější, co se mezilidských vztahů týče.

## Specifické vztahy
Každý vztah je svým způsobem specifický.
Níže zmíněné tři (kvalitní) jsou všeobecně považovány za nutné pro spokojený život.

### Rodinné vztahy
Do rodiny člověk vstupuje bez vlastního přičinění. Každému člověku na světě jsou dáni nejbližší lidé. Pro tuto skupinu se používá slovo rodina. Dobré vztahy v nejužší rodině (děti, rodiče, sourozenci) jsou základem zdravého psychického vývoje každého člověka.

### Přátelství
Přátelství je jedním z nejmocnějších pojítek mezi lidmi. Vytváří pevné, často celoživotní svazky, přinášející člověku radost a uspokojení. Je to především vyhraněné zaměření jednoho člověka na druhého. To se projevuje zejména porozuměním druhého, pochopení jeho myšlení a jednání a oceňováním jeho dobrých vlastností a chování.

### Manželství, partnerství
Je přirozeným výsledkem trvalého citového vztahu dvou lidí ( v jiných kulturách může být členy manželství více lidí apod.). Manželstvím vzniká rodina. Jedním ze smyslů rodiny může být i výchova dětí.

### Formální vs. neformální vztahy
Formální vztahy jsou vymezené určitými neosobními pravidly. Neformální vztahy mohou být vřelé, emocionálně podložené vztahy, neřízené vnějšími pravidly, ale naopak vedené osobním zájmem.

## Další možné členění vztahů
- dlouhodobé x krátkodobé - podle délky trvání
- nutné x nahodilé - podle záměru jeho vytvoření
- přirozené x pracovní - podle způsobu vzniku
- formální x neformální - jiné dělení podle vzniku
- podle typu vztahové skupiny - např. partnerské, rodičovské, terapeutické, pracovní